# 한국 실업 야구
한국 실업 야구는 1946년 해체된 한성야구리그를 승계하여 만든 리그이다. 60~70년대에 가장 지속적인 발전을 이루었지만 1982년 KBO 리그가 출범하면서 쇠퇴를 맞이하여 모든 팀이 차례대로 해체되었으며 2002년 마지막 남은 팀이 재정난으로 해체되어 역사속으로 사라졌다. 그러나 이후 10년후인 2012년 11월 보은제약 실업 야구단이 창단되면서 다시 부활하였다. 
최근에는 4팀으로 구성된 단기 리그를 구성했으나 코로나의 영향인지는 몰라도 소식이 없는 것으로 보아 취소된 듯 하다. 이렇게 되면 연습경기 밖에 할 수 없게 된다.

## 연혁
- 1946년 9월 19일 - 식산은행 야구부가 재창단되다.
- 1947년 3월 5일 - 남선전기 야구단이 창단되다.
- 1947년 4월 12일 - 대한야구구락부가 결성되다.
- 1955년 - 백호기 실업야구선수권대회로 출범하다.[1]
- 1959년 3월 2일 - 농협중앙회 야구단이 창단되다.[2]
- 1959년 3월 5일 - 교통부 야구단이 창단되다.
- 1962년 12월 26일 - 한국전력 야구단이 창단되다.
- 1962년 12월 27일 - 상업은행과 한일은행 야구단이 창단되다.
- 1963년 - 제일은행 실업 야구단이 창단되다.
- 1964년 5월 8일 - 크라운맥주 야구단이 창단되다.
- 1973년 10월 15일 - 공군 야구단이 창단되다.
- 1975년 - 롯데 실업 팀이 창단되다.
- 1976년 8월 30일 - 한국화장품 야구단이 창단되다.
- 1982년 - 롯데 실업팀이 롯데 자이언츠로 이름을 변경하고 프로구단으로 전환하다.
- 1992년 - 34년간 유지해오던 농협 팀이 해체되다.[3]
- 1995년 - 한국화장품 팀이 해체되다.[4][5]
- 1995년 - 제일은행(현 스탠다드차타드 은행)팀이 해체되다.
- 2002년 - 마지막 남은 팀까지 해체되면서 리그가 폐지되다.
- 2019년 - 실업야구리그 재출범 확정

## 팀 목록(과거 1기 시절)

### 2020년 재출범 후
- 강원 시민야구단 PM 모터스
- 현대제철 블루캅
- 천안 메티스
- 사회적 협동조합 드림즈

### 과거 1기 시절
괄호 안에 있는 연도는 창단 연도와 실업리그 탈퇴 연도(해체 연도)다.
- 경성부청 야구단(?/1947)
- 식산은행 야구단(?/1950)
- 체신 야구단(?/?)
- 조선방직 야구단(?/?)
- 철도청 야구단(1913/1978)
- 중앙실업 야구단(1946/1947)
- 삼국석탄 야구단(1946/1947)
- 조선전업 야구단(1946/1961)
- 경성전기 야구단(1946/1961)
- 조선미곡창고 야구단(1946/1963)
- 조흥은행 야구단(1946/1950, 1963/1964)
- 농협 야구단(1946/1993)
- 한국전력공사 야구단(1946/2002)
- 상무 야구단(1953/2000)
- 해군 야구단(1954/1964)
- 성무 야구단(1954/1984)
- 해병대 야구단(1956/1973)
- 교통부 야구단(1959/1963)
- 해운공사 야구단(1962/1964)
- 인천시청 야구단(1962/1964)
- 기업은행 야구단(1962/1977)
- 상업은행 야구단(1962/1993)
- 한일은행 야구단(1962/1964, 1966/1997)
- 서울시청 야구단(1963/1964)
- 제일은행 야구단(1963/1995)
- 롯데 자이언트(1975/1982)
- 한국화장품 야구단(1976/1995)
- 크라운맥주 야구단(1964/1965)
- 포스틸 야구단(1977/2002)
- 현대해상 야구단(1986/2001)
- 세일통상 야구단(1988/1988)
- 제일유리 야구단(1993/2003)
- 현대건설 야구단(1994/1999)